# 松井孝夫
松井 孝夫（まつい たかお、1961年12月5日 - ）は、日本の作詞・作曲家。東京都出身。

## 経歴
東京都立一橋高等学校、東京学芸大学教育学部D類音楽科（作曲選修）卒業。東京都内の公立中学校の教諭を9年務めた。東京学芸大学附属大泉中学校、東京学芸大学附属国際中等教育学校の教諭を経て、2009年に東京学芸大学大学院教育学研究科音楽教育専攻に入学、2010年3月に修了した。2010年4月から千葉県の聖徳大学音楽学部音楽総合学科准教授、2022年4月から同大学音楽学部音楽学科教授。
1987年に『マイバラード』で作曲家としてデビュー。以来、橋本祥路らと並び、主に生徒向けの合唱曲を多数作っている。合唱曲作家としては珍しく、自ら作詞を手がけることがある。
2003年に教育芸術社（CDはフォンテック）から、合唱曲集『松井孝夫ベストセレクション1987-2003』が発売、2011年に教育芸術社（CDはフォンテック）から、合唱曲集『松井孝夫ベストセレクションⅡ2003～2011』が発売された。

## 主な作品

### 作曲
- マイバラード（作曲家としてのデビュー曲）
- そのままの君で
- 流れゆく雲を見つめて
- ぼくらの未来
- あなたへのレクイエム
- 友がいるなら
- 自分らしく
- Let's begin
- はばたこう明日へ
- 未来へのステップ
- 伝えたい、君に
- 明日のために
- 笑顔を忘れてしまった君に
- つばめのように
- Refrain Regrets　　　　　　　↓作詞
- 明日を夢見て　　　（愛知県安城市立安城南中）1
- 友ー心と心ー　　　　　　　　　風戸強
- 夜明けの翼　　　　　　　　　　風戸強
- クラスメート　　　　   　　　　風戸強
- 澄んだ心のままで　　　　　（安城南中）2
- 夢のある未来を
- 今の僕には　　　　　　　　　　加藤正彦
- あなたとともに　　　　　　（安城南中）3
- 小さな祈り
- 思い出胸に
- ありがとう　　　　　　　　　　加藤正彦
- 君から吹く風　　　　　　　　　加藤正彦
- 夕日を背にして　　　　　　　　加藤正彦
- 今をそして未来を
- 未来への約束　　　　　　　（安城南中）4
- 星めぐりの歌　　　　　　　　　宮沢賢治
- サッカー大好き!
- きょうの物語
- 光　　　　　　　　　米沢市立第五中学校吹奏楽部
- FUTURE　　　　　　　　　（安城南中）5
- サフラン 悲しみの意味　　　　　星野富弘
- 出会いたくて　　　　　　　　　加藤正彦
- 夕日の向こうに
- 巣立つ時に
- かけがえのない仲間　　　　　　おりぼん
- 小さな愛
- 君の瞳に　　　　　　　　　（安城南中）6
- 希望を胸に大空に　　　　　（安城南中）7
- 仲間でいよう
- たからものはなあに　　　　　　加藤正彦
- 思い出胸に　　　　　　　　　　小俣岳
- 勇気をください
- 言葉よりも…
- 変わらない想い
- またね…　　　　　　　　　　　oizum
- これからもずっと
- 君に会えたことに… 　　　　　　増茂祐一
- けっして忘れない　　　　　　　山本真帆
- 悲しみの向こうには
- キミの夢　　　　　　　　　　　吉野莉紗
- 朝　　　　　　　　　　　　　水内喜久雄
- 未来への地図
- 分岐点
- かきどうし　　　　　　　　　　星野富弘
- 出会いたくて　　　　　　　　　加藤正彦
- この町で
- ここにいる幸せ　 　　　　　　　嶽里永子
- 別離のうた　　　　　　　　　　鮎川信夫
- いのちのこもりうた　　　　　　平野祐香里
- 日日草　　　　　　　　　　　　星野富弘
- 合唱組曲 太田五章
  - 「春」
  - 「夏」
  - 「秋」
  - 「冬」
  - 「コールエンジェル」
- 虹色の未来　　　　　　　　　　吉野莉紗
- キミのもとへ…　　　　　　　　吉野莉紗
- 幸せのバトン　　　　　　　　　吉野莉紗
- 幸せの花が咲くように　　　　　吉野莉紗
- あなたに…　　　　　　　　　　Brillante
- 自分だけの道  　　　　　　　　渡瀬昌治
- こころの在処　　　　　　　　　山本よう子
- 夢に向かってGO!　　　　福井県小浜市立小浜中学校
- 花咲け 歌の力　　　　　　　　　渡瀬昌治
- きっといつかはぼくだって　　　加藤正彦
- 春はワクワク
- それぞれの夢へと　　　　　　　（安城南中）8
- 希望の空へ　　　　　　　　　　Brillante2
- energy　　　　　　　　　　　　1052
- はじまりの唄　　　　　　　　　吉野莉紗
- Hello, Mr. my future　　　スタッカート14
- きみの空 きみの虹　　　　　　　まはる
- まだ見ぬ明日へ　　　　　　　　吉野莉紗
- ありがとう〜桜咲く頃また会おう〜　eye's
- 勇気を力にかえて　　　　　　　　渡瀬昌治
- 地球の祈り　　　　　　　　　　　渡瀬昌治
- 世界中の人に　　　　　　　　　　しまなぎさ
- 生きること　　　　　　　　　　　吉野莉紗
- ちいさな花が咲くように　　　　　しまなぎさ
- つながる生命　　　　　　　　　　金沢智恵子
- 祈り　　　　　　  　　　　　　うちだそのみ

### 編曲
- 旅立ちの日に　　作詞：小嶋登　作曲：坂本浩美
- we are the one　　　　吉岡ひとみ
- 野空海　　　　　　　　吉岡ひとみ
- 心をこめて　　　　　　吉岡ひとみ
- Midori　　　　　　　　菊本るり子
- 歌の架け橋　　　　　　吉岡ひとみ
- 立志式　　　　　　　　吉岡ひとみ
- 感謝　　　　　　　　　吉岡ひとみ
- 風の星　水の星　　　　菊本るり子
- 歩きだそう　　　作詞：大西敏子　作曲：吉岡ひとみ
- 寒桜　  　　　　　　　吉岡ひとみ

### 校歌
- 東京学芸大学附属国際中等教育学校（作曲）
- 東京都文京区立本郷台中学校（作詞・作曲）
- 東京都荒川区立原中学校（作詞・作曲）
- 東京都品川区立荏原平塚学園（作詞・作曲）
- 東京都品川区立豊葉の杜学園（作詞・作曲）
- 東京都台東区立柏葉中学校（作詞・作曲）
- 東京都葛飾区立高砂けやき学園（作詞・作曲）
- 東京都檜原村立檜原学園（作詞・作曲）
- 茨城県龍ケ崎市立城ノ内中学校（作曲）
- 茨城県行方市立麻生中学校（作曲）
- 埼玉県坂戸市立桜中学校（作詞・作曲）
- 群馬県桐生市立清流中学校（作曲）
- 愛知県安城市立梨の里小学校（作曲）
- 鹿児島県屋久島町立中央中学校（作曲）
- 千葉県千葉市立磯辺中学校（作曲）
- 茨城県かすみがうら市立霞ヶ浦北小学校（作詞・作曲）
- 茨城県かすみがうら市立霞ヶ浦南小学校（作詞・作曲）
- 千葉県千葉市立幸町小学校（作詞・作曲）
- 千葉県千葉市立花見川中学校（作曲）
- 千葉県流山市立おおたかの森小学校（作詞・作曲）
- 千葉県流山市立おおたかの森中学校（作詞・作曲）
- 岐阜県義務教育学校白川村立白川郷学園（作曲）
- 岐阜県義務教育学校羽島市立桑原学園（作曲）
- 千葉県流山市立流山第二小学校(作詞·作曲)
- 群馬県富岡市立富岡中学校(作詞·作曲)